# ジョナタン・ドイン
パウロ・ミランダ（Paulo Miranda）ことジョナタン・ドイン（ポルトガル語: Jonathan Doin、1988年8月16日 - ）は、ブラジルのサッカー選手。ポジションはDF。
通称のパウロ・ミランダはイラチSC時代にコーチが「ディフェンダー向きではない」と言ったことから、パウロ・ミランダ・ジ・オリヴェイラに肖ってつけられた。

## クラブ歴
2008年にSEパルメイラスで選手初出場。その後、オエステFCやECバイーアを経て2012年にサンパウロFCに加入した。
2015年にオーストリア・ブンデスリーガのレッドブル・ザルツブルクに移籍。
2018年にグレミオFBPAに移籍した。

## タイトル
サンパウロ
- コパ・スダメリカーナ: 2012

レッドブル・ザルツブルク
- ブンデスリーガ: 2015-16, 2016-17
- オーストリア・カップ: 2015-16, 2016-17

グレミオ
- レコパ・スダメリカーナ: 2018
- カンピオナート・ガウショ: 2018, 2019, 2020, 2021